# Geoffroy Guerrier
 (juillet 2019).
Si vous disposez d'ouvrages ou d'articles de référence ou si vous connaissez des sites web de qualité traitant du thème abordé ici, merci de compléter l'article en donnant les références utiles à sa vérifiabilité et en les liant à la section « Notes et références ».
Pour les articles homonymes, voir Guerrier (homonymie).
Geoffroy Guerrier, né le 6 mai 1963 à Dijon, est un acteur français.

## Biographie

### Formation
Après des études au Conservatoire national supérieur d'art dramatique, il rentre au  Cours Florent.

### Activités de formateur
- 2003 : intervenant-comédien au cours Florent.
- 1996-1999 : direction de l'atelier-théâtre d'Équinoxe - Grande Scène de Châteauroux (Théâtre missionné)
- 1991-1998 : intervenant-comédien en milieu scolaire.

## Théâtre
- 2024 : Le repas des fauves (Vahé Katcha). Mes : Julien Sibre
- 2023 : L'école des femmes (Molière). Mes : Antony Magnier
- 2021 : Promenade avec Jean-Jacques Rousseau (Jean-Jacques Rousseau). Mes : Olivier Hueber
- 2020 à 2025 : 12 Hommes en colère (Reginald Rose). Mes : Charles Tordjman
- 2019 et 2012 : La Marche des Dinosaures  (Warner Brown). Mes : Scott Faris
- 2018 : Les femmes savantes (Molière). Mes : Loïc Fieffé
- 2017 et 2014 : Il ne faut jurer de rien (Alfred de Musset). Mes : Hubert Jappelle
- 2016 : L'Utilité de l'Inutile (Nuccio Ordine). Mes : Olivier Hueber
- 2015 : En attendant Godot (Samuel Beckett). Mes : Hubert Jappelle
- 2015 : L'Histoire de la classe laborieuse en Angleterre (Friedrich Engels). Mes : Olivier Hueber
- 2013 : Le Discours sur la servitude volontaire (Etienne de la Boétie). Mes : Olivier Hueber
- 2011 : Cabaret de Joe Masteroff, Fred Ebb, John Kander, Mes : Rob Marshall, Sam Mendes, Théâtre Marigny
- 2011 : Suite parentale (Agnès Marietta). Mes : Michel Marietta
- 2010 : Eneas 9 (Création collective). Mes : Frédéric Constant
- 2010 : Les Fausses Confidences (Marivaux). Mes : Hubert Jappelle
- 2009 : A double tranchant. (Agnès Marietta). Mes: Michel Marietta
- 2008 : La poudre aux yeux (Eugène Labiche). Mes : Hubert Jappelle
- 2006-2008 - Cabaret (Masteroff, Kander, Ebb). Mes: Sam Mendes, Folies-Bergère
- 2005 - La Station Champbaudet (Eugène Labiche). Mes: Hubert Jappelle
- 2005 - Cœur de cible (Agnès Marietta). Mes: Michel Marietta
- 2004 - Miracle en Alabama(William Gibson). Mes: Bénédicte Budan
- 2003 - Les sincères (Marivaux) Mes: Hubert Jappelle
- 2003 - Ulysse à Bagatelle (Hussenet et Guerrier) Mes: Serge Hureau
- 2002 - Le Barbier de Séville (Beaumarchais) Mes: Miguel Gutierrez
- 2001 - Les marquises de la fourchette (Eugène Labiche). Mes: Hubert Jappelle
- 2001 - Trois petites choses (Dominique Pompougnac). Mes: Dominique Pompougnac
- 2001 - Le Petit-Maître corrigé (Marivaux) Mes: Frédéric Tokarz
- 2000 - Bagages accompagnés (F. Rousseau) Mes: Serge Hureau
- 2000 - Antigone (Sophocle) Mes: Hubert Jappelle
- 2000 - Titanic-City (Créa. collective) Mes: Frédéric Constant
- 1999 - Lorenzaccio (Alfred de Musset) Mes: Benoît Lambert
- 1998 - Britannicus (Jean Racine) Mes: Manuel Rebjock
- 1998 - Le plaisir de rompre et Le pain de ménage (Jules Renard). Mes: Hubert Jappelle
- 1997 - Le Misanthrope (Molière) Mes: Manuel Rebjock
- 1996 - Le neveu de Rameau (Diderot) Mes: Guy-Pierre Couleau
- 1996 - Les Fausses Confidences (Marivaux) Mes: Hubert Jappelle
- 1995 - Virage (Tankred Dorst) Mes: Manuel Rebjock
- 1995 - Tartuffe (Molière). Mes: Hubert Jappelle
- 1995 - Courtefeyche et Labideau (Labiche, Feydeau et Courteline). Mes: Nadine Varoutsikos
- 1994 - Papiers-concert (Dominique Pompougnac). Mes: Jean-François Maurier
- 1993 - L'enterrement de la sardine (d'après Sirjacq et Tomeo). Mes: Hervé Pierre[1]
- 1993 - Les gros chiens (Chaval). Mes: Nicolas Lormeau
- 1993 - La mégère apprivoisée (Shakespeare). Mes: Jean-Max Jalin
- 1992 - Poucette (Vildrac). Mes: Nicolas Lormeau
- 1992 - On restaure (Groheux). Mes: Serge Hureau
- 1992 - Mademoiselle Rose (Federico Garcia Lorca). Mes: Michel Cerda
- 1991 - La comtesse d'Escarbagnas et Le Mariage forcé (Molière). Mes: Joëlle Seranne
- 1990 - Le Bourgeois gentilhomme (Molière). Mes: Jean-Max Jalin
- 1989 - Embrasse-les-tous (Nicolas Lormeau). Mes: Nicolas Lormeau
- 1989 - Figaro (Angelo Savelli). Mes: Angelo Savelli
- 1989 - La Vie parisienne (Jacques Offenbach). Mes: Pierre Vial
- 1988 - La Grand'route (August Strindberg) Mes: Dominique Parent
- 1988 et 1989 : La Mouette d’Anton Tchekhov, mise en scène Andrei Konchalovsky, Odéon-Théâtre de l'Europe
- 1987 - Yvonne, princesse de Bourgogne (Witold Gombrowicz). Mes: Nathalie Cerda
- 1987 - Plauto in Farsa (Angelo Savelli) Mes: Angelo Savelli
- 1986 - Les enfants de Médée (Grasset) Mes: Angelo Savelli
- 1985 - Giovanni (Marc-Olivier Cayre) Mes: Marc-Olivier Cayre
- 1984 - Louison (Alfred de Musset) Mes: Nicolas Talalaieff
- 1984 - Richard II (William Shakespeare). Mes : Michèle Seeberger

## Filmographie
- 2002-2005 : Joséphine, ange gardien (3 épisodes)- Saison 6 épisode 3 : "La plus haute marche" (dans le rôle du sélectionneur de l'équipe de France de GRS) - Saison 7 épisode 3 "Belle à tout prix"
- 2003 : Rosa la nuit
- 2003 : Nestor Burma
- 2005 : Navarro
- 2009 : Seconde Chance
- 2009-2010 : Plus belle la vie : Vadim Cazals (Vadim débarque au Mistral en Juin 2009. Il se marie avec Luna Torres et part donc au Brésil en Août 2009 pour une durée de 1 an. Il fait son retour en Juillet 2010. Son personnage meurt assassiné en septembre 2010.)
- 2012 : Le Jour où tout a basculé :Mon mari a failli tuer notre fille (Eric) , à l’audience (Nicolas Balto le procureur )
- 2024 : L’art du crime (Saison 7, Épisode 2 « La muse perdue ») : Guillaume Leroux.

### Publicité
- Publicité télévisée pour le fromage Rouy[réf. nécessaire].

## Doublage

### Film d'animation
- 2024 : Moi, moche et méchant 4 : Perry Prescott[2]

### Téléfilm
- 2022 : Le Voile magique de la mariée : ? (?)

### Séries télévisées
- 2022 : The Essex Serpent : ? (?) (mini-série)
- 2022-2025 : Bosch: Legacy : le juge Ronald Baker (Jeff Corbett) (saison 1, épisodes 2 et 3), l'agent Chen (E-Kan Soong) (saison 1, épisode 7), Paul Kessler (Gilbert Glenn Brown) (saison 1, épisode 10), Dr Miguel Estevez (Len Cordova)
- 2022 : From : ? (?)
- 2022 : La Disparue de Lørenskog : Svein Holden (Henrik Rafaelsen) (mini-série)
- 2023 : Transatlantique : le commentateur des news (Ari Gold) (mini-série)
- 2024 : Les Expatriées : ? (?)
- 2025 : Reacher : ? (?) (saison 3)
- 2025 : Stick (en) : ? (?)